# Oliver Kieffer
Pour les articles homonymes, voir Kieffer.
Oliver Kieffer est un ancien joueur français de volley-ball né le 27 août 1979 à Nanterre dans les Hauts-de-Seine. Il mesure 2,00 m et jouait central. Il totalise 202 sélections en équipe de France.
Après une blessure au dos (hernie discale) qui a duré plus d'un an, il a annoncé en 2012 qu'il mettait un terme définitif à sa carrière sportive. Il exerce désormais le métier de kinésithérapeute à Hourtin (Gironde).

## Clubs
| Club           | Pays   | De        | À         |
| -------------- | ------ | --------- | --------- |
| CASO Nanterre  | France | 1998-1999 | 2000-2001 |
| Paris Volley   | France | 2001-2002 | 2004-2005 |
| Stade Poitevin | France | 2005-2006 | 2011-2012 |

## Palmarès
- Championnat d'Europe
  - Finaliste : 2003, 2009
- Championnat de France (4)
  - Vainqueur : 2001, 2002, 2003, 2011
  - Finaliste : 2007, 2008, 2012
- Coupe de France (2)
  - Vainqueur : 2001, 2004